# Aspidifrontia pulverea
Aspidifrontia pulverea är en fjärilsart som beskrevs av George Francis Hampson 1913. Aspidifrontia pulverea ingår i släktet Aspidifrontia och familjen nattflyn. Inga underarter finns listade i Catalogue of Life.